# Grumman G-73 Mallard
Грумман G-73 Маллард (англ. Grumman G-73 Mallard) — американский двухмоторный самолёт-амфибия (летающая лодка). Разработан и производился предприятием Grumman с 1946 по 1951 год.  Всего было построено 59 самолётов.

## Разработка
Успех самолётов — амфибий Goose и Widgeon побудил предприятие Grumman Aircraft разработать более крупный и тяжёлый самолёт для коммерческой эксплуатации. Данная машина, получившая рабочее название Design 73 или Mallard, была дальнейшим развитием предшественников. Была сохранена общая схема: двухмоторный высокоплан, корпус типа «летающая лодка», убирающееся колёсное шасси (однако, в отличие от предыдущих машин- с носовой стойкой), добавлены баки на законцовках крыльев.

## Эксплуатация
Прототип Mallard совершил первый полёт 30 апреля 1946, первая серийная машина передана заказчику в сентябре. Машина была разработана для местных авиалиний, вмещала двух пилотов и до десяти пассажиров. Однако продажи самолётов авиаперевозчикам оказались значительно ниже запланированных. Спрос на самолёт был невысоким по ряду причин, в частности: с окончанием войны на гражданском рынке оказалось большое количество военной авиатехники. Многие модели военно-транспортных самолётов (особенно лёгкого и среднего класса) перешли в гражданскую эксплуатацию. Развивалась и сеть малых аэропортов. В результате лишь небольшая часть авиаперевозчиков (Tahiti-Hawaii Airlines, Pacific Western Airlines, Chalk’s Ocean Airways) использовала самолёт по прямому назначению; большинство из построенных 59 самолётов использовались в корпоративных перевозках.
В 1970-х годах некоторая часть самолётов была переоборудована компанией Frakes Aviation под ТВД Pratt & Whitney Canada PT6A, пассажировместимость увеличена до 17 человек. Данный вариант самолёта обозначался как Turbo Mallard.

## Лётно-технические характеристики
- Экипаж: 2
- Пассажировместимость: до 17
- Длина: 14,7 м
- Размах крыльев: 20,3 м
- Высота: 5,72 м
- Вес (пустой): 3 970 кг
- Вес (максимальный взлётный): 6 350 кг
- Коммерческая нагрузка : 2 268 кг
- Силовая установка: 2×ТВД Pratt & Whitney PT6A-34, мощностью 600 л. с. (447 kW) каждый
- Максимальная скорость: 346 км/ч
- Крейсерская скорость: 290 км/ч
- Дальность: 2 070 км
- Практический потолок: 7 468 м